# Perissogorgia
Perissogorgia is een geslacht van neteldieren uit de klasse van de Anthozoa (bloemdieren).

## Soorten
- Perissogorgia bythia Bayer & Stefani, 1989
- Perissogorgia colossus Bayer & Stefani, 1989
- Perissogorgia monile Bayer & Stefani, 1989
- Perissogorgia penna Bayer & Stefani, 1989
- Perissogorgia petasus Bayer & Stefani, 1989
- Perissogorgia viridis Bayer & Stefani, 1989
- Perissogorgia vitrea Bayer & Stefani, 1989